# Бойно поле
Бойно поле, също полесражение и поле на военни действия, е мястото на настояща или историческа битка, включваща сухопътни войски. Обикновено се счита за точката на контакт между опониращите сили, въпреки че битките включват войски, покриващи обширни географски райони. Въпреки че терминът внушава, че битките типично се водят на поле, той също така важи за всеки вид терен, на който се води битка. Терминът, също така, може да има правно значение и бойните полета имат значителна историческа и културна стойност – бойното поле се определя като „място, където се тестват идеали и преданост“. Понякога бойните полета се запазват като места с историческа значимост.
Съвременната военна теория и доктрина е променила разбирането за бойно поле като такова, включващо многообразно възприятие на всички фактори, влияещи върху хода на битката, и концептуализирано като бойно пространство.
Възникването на битка на определено място може да е изцяло случайно. Обикновено, обаче, местоположението се избира целенасочено, когато командирът на едната страна се опита да започне атака на благоприятен терен или когато позиционира войските си на терен, подходящ за защита, в случай че очаква атака.